# Myrmeciza pelzelni
Myrmeciza pelzelni là một loài chim trong họ Thamnophilidae.